# Tropická zahrada
Tropická zahrada je lidmi upravený pozemek s uměle vysázenou teplomilnou vegetací, prostor kde jsou obvykle pěstovány nebo umístěny tropické rostliny. Může sloužit k odpočinku, volnočasovým aktivitám, reprezentaci, pro pěstování rostlin určených ke konzumaci nebo i jinému účelu.
Vědeckým, výzkumným a pedagogickým účelům pak slouží specializované botanické zahrady a arboreta, kde jsou sbírky tropických rostlin často také nějak řazeny. Úpravy rostlin někdy napodobují přirozené prostředí. V podmínkách ČR jsou jako tropické zahrady upraveny skleníky. V domácím prostředí běžných domků a bytů je tropická zahrada jako celek poněkud problematická nebo nákladná, s ohledem na kolísavou teplotu během roku (v létě vysoké teploty, v zimě nízké) a požadavek vysoké vlhkosti vzduchu (srážení vody, plísně). Pěstování některých otužilých rostlin (Begonia rex,Sansevieria, Africká fialka a další ), které jsou původem z tropů je ale často možné i v prostředí dobře vytápěných domů a bytů.
Mezi známé tropické zahrady patří sbírka v Paříži - Tropická zahrada v Paříži a v podmínkách ČR skleník v Botanické zahradě Praha Fata Morgána 